# Antônio Leone
Antônio Leone (* 29. Januar 1931 in Rio de Janeiro; † 14. Juni 2011 in Vespasiano) war ein brasilianischer Fußballspieler. Der rechte Abwehrspieler wurde mit dem EC Bahia erster nationaler Meister, was aber erst 2010 anerkannt wurde.

## Karriere

### Als Spieler
Leone erhielt seine fußballerische Ausbildung beim America FC (RJ) in seiner Heimatstadt. 1952 begann er seine Profilaufbahn beim CR Flamengo. Mit dem Klub konnte Leone die Staatsmeisterschaft von Rio de Janeiro 1953, 1954 und 1955 gewinnen. Dem Klub blieb er bis 1955 treu, dann lotste ihn der Präsident des EC Bahia Osório Villas-Boas wechselte nach Salvador (Bahia). Bis dahin hatte er für Flamengo 63 Spiele mit 35 Siegen, 17 Unentschieden und 11 Niederlagen bestritten.
Sein erster Einsatz für Bahia begann für Leone am 22. April 1956 in der Staatsmeisterschaft von Bahia gegen den Fluminense de Feira FC mit einer 0:1–Niederlage. Diese fiel aber weniger ins Gewicht, konnte er doch den Wettbewerb mit Bahia gewinnen. Mit der Zeit wurde Leone zum Kapitän der Mannschaft gemacht.
1959 war Leone als Spieler ein besonderes Jahr, nachdem wieder die Staatsmeisterschaft gewonnen werden konnte, trat der Klub in der Taça Brasil 1959 an, der ersten Austragung eines nationalen Fußball-Wettbewerbs in Brasilien. Bahia erreichte hier das Finale, wo es auf den FC Santos, einen zu der Zeit besten Klubs der Welt, mit zahlreichen Ausnahmespielern wie Pelé, traf. Im Hin- und im Rückspiel stand Leone auf dem Platz, wo es hauptsächlich seine Aufgabe war, gegen den Nationalspieler Pepe zu verteidigen. Nachdem jeder Klub ein Spiel gewonnen hatte, musste der Meister in einem Entscheidungsspiel ermittelt werden. Santos hatte aber zu Jahresbeginn 1960 eine Europareise organisiert, so dass das Spiel erst Ende März ausgetragen werden konnte. Leone stand seinem Klub für dieses aber nicht zur Verfügung. Die Quellenlage hierzu ist ungenau. Zum Teil wird auf eine Verletzung verwiesen, oder er soll den Klub verlassen haben, um nach Rio de Janeiro zurückzukehren. Zweiteres macht nur bedingt Sinn, zumal das Entscheidungsspiel in Rio stattfand und er anschließend wieder mit dem Klub nach Salvador zurückreiste. In der Partie wurde er durch Nenzinho ersetzt, welcher den Klub eigentlich im Oktober 1959 verlassen hatte. Im Zuge der Meisterschaft bestritt Leone 13 von 14 möglichen Spielen (kein Tor). Der Sieg in der Meisterschaft qualifizierte den Klub zur Teilnahme an der Copa Campeones de América 1960. Hier traf der Klub auf den Club Atlético San Lorenzo de Almagro. Leone kam in beiden Spielen zum Einsatz, konnte aber die Niederlage nicht verhindern (0:3, 3:2). Noch 1961 verließ er den Klub und beendete seine aktive Laufbahn.

### Als Trainer
1993 kehrte Leone nochmal zum EC Bahia zurück, um diesen als Trainer zu betreuen. Am ersten Spiel der Série A 1993 traf Bahia am 7. November 1993 auswärts auf Cruzeiro Belo Horizonte. Bei der 6:0–Niederlage erzielte der spätere Weltfußballer Ronaldo im Alter von 17 Jahren fünf Tore.
Antônio Leone soll 1981 als Trainer beim Galícia EC aktiv gewesen sein. Auch sind 1984 Spiele des Serrano SC mit einem Antônio Leone als Trainer verzeichnet. Und des Weiteren weist der Bangu AC für 1987 einen Antônio Leone als Trainer aus. Ob es sich bei diesen dreien um dieselbe Person handelt, ist nicht gesichert, ist aber aufgrund aller Klubs aus der Region Bahias wahrscheinlich.

## Tod
Er starb am 14. Juni 2011 im Alter von 80 Jahren an Leberkrebs.

## Erfolge
Flamengo
- Staatsmeisterschaft von Rio de Janeiro: 1953, 1954, 1955

Bahia
- Staatsmeisterschaft von Bahia: 1956, 1958, 1959, 1960, 1961
- Campeonato Brasileiro de Futebol: 1959

Auszeichnungen
- Bahia – Bester rechter Verteidiger aller Zeiten